# Alisma canaliculatum
Alisma canaliculatum là một loài thực vật có hoa trong họ Alismataceae. Loài này được A.Braun & C.D.Bouché mô tả khoa học đầu tiên năm 1867.